# دومينيك سميث (لاعب كرة قاعدة)
دومينيك سميث (بالإنجليزية: Dominic Smith) هو لاعب كرة قاعدة أمريكي، ولد في 15 يونيو 1995 في لوس أنجلوس في الولايات المتحدة.

## وصلات خارجية
- دومينيك سميث على موقع دوري كرة القاعدة الرئيسي (الإنجليزية)
- دومينيك سميث على موقعبيزبول رفرنس.كوم (الدوري الرئيسي) (الإنجليزية)
- دومينيك سميث على موقعبيزبول رفرنس.كوم (الدوري الثانوي) (الإنجليزية)
- دومينيك سميث على موقع إي إس بي إن.كوم (أم.أل.بي) (الإنجليزية)
- دومينيك سميث على موقع مشجعي الرسوم البيانية (الإنجليزية)